# کمپلو
کمپلو(کوی انقلاب) یکی از محله‌های شهر اهواز است که قسمت غربی آن واقع شده‌است و توسط خیابان انقلاب به دو منطقهٔ کمپلوی شمالی و جنوبی تقسیم می‌شود که از شرق به لشکرآباد و پل راهنمایی و رانندگی و از غرب به خیابان شیخ بهایی و چهار راه شیخ بها محدود می‌شود. 
این منطقه از محله‌های قدیمی شهر اهواز است که در گذشته محل اردوگاه جنگ زدگان لهستانی بوده است . 
منطقهٔ کمپلوی شمالی که از سوی شهرداری لقب شهر سالم را گرفت و طرح‌هایی مثل طرح تفکیک و بازیافت زباله به صورت آزمایشی از این منطقه شروع شد و هم‌اکنون مراحل پایانی نصب فیبر نوری را می‌گذراند.

## تاریخچهٔ نام کمپلو
کمپلو محل اسکان لهستانی‌های جنگ زده و رانده شده جنگ دوم جهانی بوده که در شمال ایران انزلی تهران، مشهد و در جنوب اهواز در طول جنگ، اسکان داده شدند. درحقیقت کلمه کمپلو مخفف Camp Lowe بوده که مخفف گردیده‌است در منابع آمریکایی ولهستانی در خصوص این کمپ اشاراتی وجود دارد. کمپ مورد نظر توسط انگلیسی‌ها برای آنان احداث وتوسط آمریکایی‌ها مدیریت شده‌است و در پایان جنگ در ۱۹۴۵ منحل می‌گردد.